# Ursula Puchebner
Ursula Puchebner (* 10. Dezember 1965 in Amstetten) ist eine österreichische Politikerin (SPÖ). Sie war von 2011 bis 2020 Bürgermeisterin der niederösterreichischen Stadt Amstetten.

## Leben
Ursula Puchebner besuchte eine Volksschule, eine Hauptschule und machte ihre Matura 1985 an der Höheren Bundeslehranstalt für wirtschaftliche Berufe (HLW) Amstetten. Von 1985 bis 2000 war sie Verwaltungsangestellte bei der Stadt Amstetten. Seit Oktober 2000 war sie erste Vizebürgermeisterin der Stadt und leitete das Ressort Soziales.

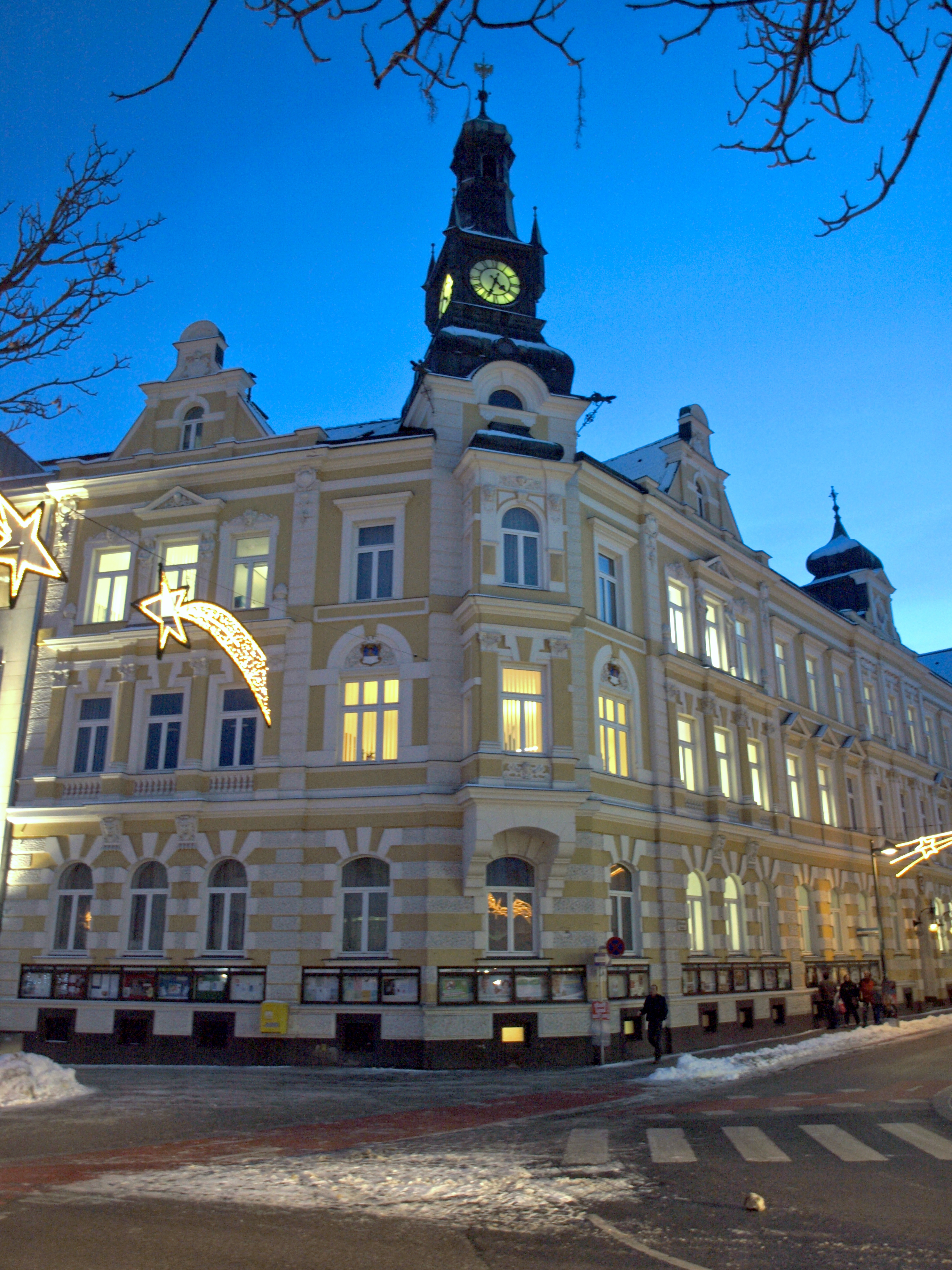
Rathaus Amstetten (2012)

Ursula Puchebner ist verheiratet und hat eine Tochter.

## Politischer Werdegang
Seit 1980 ist sie in der SPÖ aktiv. In der SPÖ Amstetten hat und hatte sie mehrere Funktionen: zuerst als Funktionärin in der Jugendorganisation, fünf Jahre lang als Vorsitzende der Frauenorganisation und von 2002 bis 2013 als Vorsitzende der Stadtorganisation. Sie ist zudem Mitglied des Landesparteivorstandes der SPÖ Niederösterreich und des Landesvorstandes des Sozialdemokratischen Gemeindevertreterverbandes Niederösterreich.
Nachdem der Amstettener Bürgermeister Herbert Katzengruber nach 23 Amtsjahren sein Amt niedergelegt hatte, wurde Ursula Puchebner vom Gemeinderat am 11. Oktober 2011 zur Nachfolgerin mit 30 von 40 Stimmen gewählt, mit zehn Stimmenthaltungen der ÖVP. Das Amt trat sie am 13. Oktober 2011 an. Nach der Gemeinderatswahl in Amstetten im Januar 2020 erklärte sie am 29. Januar 2020 ihren Rücktritt vom Bürgermeisteramt. Zu ihrem Nachfolger wurde Christian Haberhauer (ÖVP) gewählt.

## Auszeichnungen
- 2023: Großes Ehrenzeichen für Verdienste um das Bundesland Niederösterreich[6]